# 황정훈
황정훈은 대한민국의 로봇공학자이다.

## 경력
연세대학교 기계공학과를 졸업(1997)한 후, 한국과학기술원 기계공학 박사 학위(2007)를 받았다. 산업자원부의 차세대 로봇 전략 기술개발 사업 지원을 위하여 전자부품연구원의 차세대 로봇 전략 기술지원단에서 기획업무를 담당(2007~2009)하였고, 지능 로보틱스 연구 센터에서 로보틱 수술 도구 기술개발, 구호 작업을 위한 로봇 기술개발, 재난대응 로봇을 위한 시각 기술개발 등을 수행(2009~)하고 있다.

## 활동
로봇 기술의 학술적 교류 증진을 위한 학술 활동(2012~)과 함께 로봇 산업이 국가 산업 경쟁력 확보 및 신규 산업 육성에 기여할 수 있도록 국가 로봇 산업 육성을 위한 로봇 연구 개발 기획, 정책 연구 및 국가 로드맵 수립에 기획 및 실무위원으로도 적극적으로 활동(2008~)하고 있다. 

## 수상
2010년 대한민국 로봇대상 장관상을 수상한 바 있다.

## 저서
4차산업혁명, 로봇산업의 미래』(크라운출판사, 박현섭·고경철·황정훈·조규남 공저, 2018)

## 같이 보기
- 지능형 로봇
- 로봇산업
- 로봇인
- 로봇공학자